# Jan Isielenis
Jan Isielenis (ur. 31 sierpnia 1948 w Gudakompie) – polski skoczek spadochronowy, instruktor sportu spadochronowego, trener sportów spadochronowych, egzaminator Lotniczej Komisji Egzaminacyjnej Urzędu Lotnictwa Cywilnego, sędzia spadochronowy, szybownik, przewodnik turystyczny PTTK i pilot wycieczek zagranicznych BTM ZSMP JUVENTUR, członek Polskiego Związku Inżynierów i Techników Budownictwa.

## Działalność sportowa
Działalność sportową Jana Isielenisa podano za: Jan Isielenis, Archiwum Sekcji Spadochronowej Aeroklubu Gliwickiego. Brak numerów stron w książce
14 sierpnia 1976 wykonał pierwszy skok na ze spadochronem na czaszy kwadratowej typu: PD-47 z samolotu An-2, po ukończeniu podstawowego kursu spadochronowego w Aeroklubie Gliwickim.
Tytuł skoczka spadochronowego uzyskał 22 czerwca 1977. Skakał na kilkudziesięciu typach spadochronów.
27 października 1976 uzyskał III klasę spadochronową, 16 kwietnia 1978 II klasę, a 18 kwietnia 1979 I klasę.
Uprawnienia do wykonywania skoków w teren przygodny uzyskał 29 lipca 1979, a 2 sierpnia 1981 do skoków, do wody.
W okresie 1 kwietnia 1987–28 lutego 2024 instruktor prowadzący szkolenie w sekcji spadochronowej Aeroklubu Gliwickiego z uprawnieniami INS(SL) oraz mechanika spadochronowego (riggera) nr 020 P. Pod Jego nadzorem w Gliwicach wykonano 72284 skoków, wyszkolono 1591 kandydatów na skoczków. 
Został członkiem Klubu Tysięczników Aeroklubu Gliwickiego, skupiającego skoczków mających na swoim koncie ponad 1000 skoków. Swój 1000 skok ze spadochronem wykonał 8 lipca 1985.
11 listopada 1987 zdobył złotą odznakę spadochronową i szybowcową z 3. diamentami.
Członek Zarządu Aeroklubu Gliwickiego kilku kadencji. 11 października 1988 zdobył uprawnienia sędziego spadochronowego II klasy Aeroklubu Polskiego, a 12 lutego 2000 I klasy.
Od 1995 jest egzaminatorem Lotniczej Komisji Egzaminacyjnej Urzędu Lotnictwa Cywilnego. Na Akademii Wychowania Fizycznego im. Bronisława Czecha w Krakowie uzyskał stopień instruktora dyscypliny sportu – Sport Spadochronowy. Posiada Licencję Trenera Aeroklubu Polskiego w sportach spadochronowych.
W latach 1996–2003 został powołany na trenera Spadochronowej Kadry Narodowej w akrobacji zespołowej i razem z drużyną narodową uczestniczył 13–21 sierpnia 1997 w I-szych Światowych Igrzyskach Lotniczych w Turcji. Polacy wywalczyli wówczas 16 medali, w tym 6 złotych. Członek komisji spadochronowej Aeroklubu Polskiego. 
Na swoim koncie ma 3574+ wykonanych skoków i 800 godz. wylatanych na szybowcach.
Wiceprezes Zarządu VII Oddziału Związku Polskich Spadochroniarzy w Katowicach (ZPS) oraz Przewodniczący Koła VII Oddziału Związku Polskich Spadochroniarzy działającego przy Aeroklubie Gliwickim.

### Działalność pozasportowa
Od 23 października 1968 do 14 października 1970 odbywał zasadniczą służbę wojskową w JW 2646 i 2719, awansując do stopnia st. szer. Ukończył studia na Politechnice Śląskiej w Gliwicach.
Jest przewodnikiem turystycznym górskim przy Oddziale PTTK w Gliwicach. Posiada uprawnienia przewodnika beskidzkiego nr 1716 oraz sudeckiego nr 203. Ponadto od 6 listopada 1979 jest przodownikiem turystyki górskiej, uprawnionym do prowadzenia wycieczek i potwierdzania ich odbycia na Beskidy Zachodnie. Od 7 sierpnia 1980 członek Klubu Pilotów w Katowicach, posiadał uprawnienia do pilotowania wycieczek zagranicznych BTM ZSMP JUVENTUR.

## Osiągnięcia sportowe
Osiągnięcia sportowe w spadochroniarstwie Jana Isielenisa podano za: Jan Isielenis, Archiwum Sekcji Spadochronowej Aeroklubu Gliwickiego. Brak numerów stron w książce

### Spadochroniarstwo
- 1978 – 14–17 września XII Ogólnopolskie Zawody w Pięcioboju Spadochronowym – Mielec. Klasyfikacja indywidualna: I miejsce – Jan Isielenis. Klasyfikacja drużynowa: I miejsce – Jan Isielenis, Edward Miler, Jan Strzałkowski.
- 1983 – VII Międzynarodowe Zawody Spadochronowe – Gliwice. Klasyfikacja (akrobacja zespołowa): II miejsce – Mariusz Bieniek, Jan Isielenis, Jan Strzałkowski.
- 1984 – XV Spadochronowe Mistrzostwa Śląska 1984 – Gliwice. Klasyfikacja drużynowa Relativ: I miejsce – Mariusz Bieniek, Jan Isielenis, Witold Lewandowski.
- 1985 – XVI Spadochronowe Mistrzostwa Śląska – Gliwice. Klasyfikacja drużynowa: I miejsce – Roman Grudziński, Jan Isielenis, Jan Strzałkowski.
- 1986 – XVII Spadochronowe Mistrzostwa Śląska – Gliwice. Klasyfikacja drużynowa: II miejsce – Jerzy Hercuń, Jan Isielenis, Witold Lewandowski.
- 1986 – XII Międzynarodowe Zawody Spadochronowe. Klasyfikacja drużynowa: III miejsce – Bogdan Bryzik, Jan Isielenis, Jan Strzałkowski.
- 1986 – Spadochronowe Zawody o Puchar Opola – Opole. Klasyfikacja drużynowa: II miejsce  – Marek Boryczka, Jan Isielenis, Witold Lewandowski.
- 1986 – XII Międzynarodowe Zawody Spadochronowe – Wrocław. Klasyfikacja drużynowa: III miejsce – Bogdan Bryzik, Jan Isielenis, Krzysztof Janus.
- 1988 – Międzynarodowe Zawody Spadochronowe – Katowice. Klasyfikacja drużynowa: III miejsce – Roman Grudziński, Jan Isielenis, Jarosław Rubinkowski.
- 1998 – 28 stycznia–1 lutego, Puchar Świata (slalom gigant i konkurs na celność lądowania) Innsbruck (Austria). XVI miejsce – Jan Isielenis[7].
- 1998 – I Ogólnopolskie Zawody Spadochronowe Łódź. Klasyfikacja indywidualna: VI miejsce – Jan Isielenis. Klasyfikacja drużynowa: III miejsce – Aeroklub Gliwicki (Jan Isielenis, Danuta Polewska i Bartosz Repka)[7].
- 1999 – XVI Mikołajkowe Międzynarodowe Mistrzostwa Wrocławia – Wrocław. Klasyfikacja seniorów (celność lądowania): III miejsce – Jan Isielenis.
- 2000 – Noworoczne Zawody Spadochronowe – Łódź. Klasyfikacja drużynowa (celność lądowania): III miejsce – Danuta Polewska, Jan Isielenis, Bartłomiej Repka.
- 2000 – 27–28 maja Międzynarodowe Spadochronowe Mistrzostwa Śląska 2000 – Gliwice. Klasyfikacja indywidualna (celność lądowania – ogólna): XXI miejsce – Jan Isielenis (354 pkt). Klasyfikacja drużynowa (celność lądowania): III miejsce – Gliwice (6893 pkt Danuta Polewska, Jan Isielenis, Aleksandra Knapik).
- 2001 – 12–14 stycznia II Noworoczne Zawody Spadochronowe – Łódź. Klasyfikacja indywidualna: XVII – Jan Isielenis (308 cm). Klasyfikacja drużynowa: IV miejsce – Aeroklub Gliwicki (349 cm Aleksandra Knapik, Bartłomiej Repka, Jan Isielenis).
- 2001 – Zawody o Puchar Polski Para-ski Bielsko-Biała. Klasyfikacja indywidualna zjazd: VII miejsce – Jan Isielenis. Klasyfikacja indywidualna ogólna: XII miejsce – Jan Isielenis[8].
- 2002 – 21 lipca Ogólnopolskie Zawody Spadochronowe o Puchar Prezydenta Miasta Kalisza – Michałków. Klasyfikacja indywidualna (celność lądowania): VII miejsce – Jan Isielenis (2,19 pkt). Klasyfikacja drużynowa (celność lądowania): II miejsce – ZPS Katowice (6,84 pkt Danuta Polewska, Jan Isielenis, Andrzej Naumienia).
- 2002 – 21–22 września II Mistrzostwa P.O.P.S. Polski – Jelenia Góra. Klasyfikacja indywidualna (celność lądowania): XV-XVI miejsce – Jan Isielenis (0,86 m). Klasyfikacja HIT&ROCK: IV miejsce – Jan Isielenis.
- 2002 – Ogólnopolskie Zawody Spadochronowe Ostrów Wielkopolski. Klasyfikacja drużynowa: II miejsce – drużyna w składzie Jan Isielenis, Danuta Polewska i Andrzej Naumienia[9].
- 2003 – 7–8 czerwca Międzynarodowe Spadochronowe Mistrzostwa Śląska 2003 – Gliwice. Klasyfikacja drużynowa (celność lądowania): I miejsce – Paweł Jankowski, Jan Isielenis, Józef Kałwak. Klasyfikacja mężczyzn (celność lądowania): II miejsce – Jan Isielenis.
- 2004 – 29–30 maja Międzynarodowe Spadochronowe Mistrzostwa Śląska 2004 – Gliwice. Klasyfikacja ogólna (spadochrony klasyczne – celność lądowania): II miejsce – Jan Isielenis.
- 2004 – 15–19 czerwca II Mistrzostwa Polski P.O.P.S.[p] w Wieloboju Spadochronowym – Tomaszów Mazowiecki. Klasyfikacja indywidualna: I miejsce i tytuł Mistrza Polski – Jan Isielenis. Klasyfikacja drużynowa: IV miejsce – Warszawa (Jan Isielenis, Agata Czapik, Janusz Białowąs). Klasyfikacja indywidualna (pistolet strzelanie): III miejsce – Jan Isielenis (47 pkt). Klasyfikacja drużynowa (pistolet strzelanie): III miejsce – Warszawa (26 pkt). Klasyfikacja indywidualna (strzelanie kbk AK): VII miejsce – Jan Isielenis (44 pkt). Klasyfikacja drużynowa (strzelanie kbk AK): VI miejsce – Warszawa (42 pkt). Klasyfikacja indywidualna (Hit&Rock – bieg do fotela): II miejsce – Jan Isielenis (7,69). Klasyfikacja drużynowa (Hit&Rock – bieg do fotela): IV miejsce – Warszawa. Klasyfikacja indywidualna (soki na celność lądowania): II miejsce – Jan Isielenis (62 pkt). Klasyfikacja drużynowa (skoki na celność lądowania – Accuracy day–Tem): II miejsce – Warszawa (23 pkt). Klasyfikacja indywidualna (pływanie): XII miejsce – Jan Isielenis (20,25). Klasyfikacja drużynowa (pływanie): VI miejsce – Warszawa (43 pkt).
- 2005 – 22–26 czerwca Mistrzostwa Europejskiej Federacji Spadochroniarzy w Wieloboju Spadochronowym – Tomaszów Mazowiecki. Konkurencja „Hit&Rock”, klasyfikacja P.O.P.S.: I miejsce – Jan Isielenis[10][11].
- 2005 – Mistrzostwa Polski w Wieloboju Spadochronowym Związku Polskich Spadochroniarzy – Tomaszów Mazowiecki. Konkurencja „Hit&Rock”: II miejsce – Jan Isielenis[11].
- 2005 – XI Puchar Polski Para-ski – Bielsko-Biała. Klasyfikacja indywidualna P.O.P.S., mężczyźni (zjazd): II miejsce – Jan Isielenis.
- 2006 – 9 września Spadochronowe Mistrzostwa Śląska 2006 – Gliwice. Klasyfikacja ogólna (celność lądowania): VI miejsce – Jan Isielenis. Klasyfikacja drużynowa (celność lądowania): II miejsce – Aeroklub Gliwicki 1 (Danuta Polewska, Jan Isielenis, Krzysztof Utzig).
- 2006 – Mistrzostwa Polski w Wieloboju Spadochronowym P.O.P.S. – Łódź. Klasyfikacja ogólna: V miejsce – Jan Isielenis (II miejsce strzelanie z pistoletu).
- 2007 – Mistrzostwa Polski w Wieloboju Spadochronowym – Łódź. Klasyfikacja ogólna: III miejsce – Jan Isielenis (III miejsce – strzelanie z broni krótkiej).
- 2007 – 26–27 maja Spadochronowe Mistrzostwa Śląska 2007 – Gliwice. Klasyfikacja indywidualna (celność lądowania – spadochrony szybkie): II miejsce – Jan Isielenis. Klasyfikacja indywidualna (celność lądowania – spadochrony klasyczne): IV miejsce – Jan Isielenis.
- 2007 – XXIV Mikołajkowe Zawody Spadochronowe – Wrocław. Klasyfikacja drużynowa (celność lądowania): V miejsce – Danuta Polewska, Jan Isielenis. Klasyfikacja indywidualna P.O.P.S.(celność lądowania): VII miejsce – Jan Isielenis.
- 2008 – Mistrzostwa Polski w Wieloboju Spadochronowym – Łódź. Klasyfikacja końcowa: II miejsce i tytuł Wicemistrza Polski – Jan Isielenis (zdobycie pięć medali w poszczególnych konkurencjach → 3 brązowe, 1 srebrny, 1 złoty).
- 2008 – Spadochronowe Mistrzostwa Śląska 2008 – Gliwice. Klasyfikacja indywidualna (celność lądowania – spadochrony klasyczne): I miejsce – Jan Isielenis.
- 2008 – Świętokrzyskie Zawody Spadochronowe – Kielce. Klasyfikacja ogólna: VII miejsce – Jan Isielenis.
- 2009 – 12 marca Puchar Polski Para-ski – Szczyrk. Klasyfikacja indywidualna P.O.P.S. (konkurencje narciarskie): V miejsce – Jan Isielenis[12].
- 2009 – 17–20 czerwca VII Międzynarodowe Mistrzostwa Polski w Wieloboju Spadochronowym P.O.P.S. – Tomaszów Mazowiecki. Klasyfikacja indywidualna: II miejsce – Jan Isielenis (strzelanie z pistoletu), III miejsce – Jan Isielenis (sprint spadochronowy).
- 2010 – 10–13 marca XV Puchar Polski Para-ski – Szczyrk. Klasyfikacja końcowa P.O.P.S.: II miejsce – Jan Isielenis (II miejsce – slalom, III miejsce – strzelanie).
- 2011 – marzec, XV Puchar Polski Para-ski – Bielsko-Biała/Szczyrk. Klasyfikacja ogólna P.O.P.S.: III miejsce – Jan Isielenis (II miejsce – slalom, III miejsce – strzelanie)[13].
- 2011 – 29 maja Spadochronowe Mistrzostwa Śląska 2011 – Gliwice. Klasyfikacja indywidualna (celność lądowania – spadochrony klasyczne): IV miejsce – Jan Isielenis[14].
- 2011 – 1 października w miejscowości Prostějov (Czechy) skoczkowie z Aeroklubu Gliwickiego ustanowili klubowy rekord w tworzeniu formacji wieloosobowych. Rekord, to formacja zbudowana z 16. skoczków w składzie: Mariusz Bieniek, Zbigniew Izbicki, Krzysztof Szawerna, Bartłomiej Ryś, Michał Marek, Jan Isielenis, Tomasz Laskowski, Joachim Hatko, Tomasz Wojciechowski, Szymon Szpitalny, Mirosław Zakrzewski, Dominik Grajner, Tomasz Kurczyna, Danuta Polewska, Piotr Dudziak, Łukasz Geilke[15].
- 2012 – 7–10 marca XVII Puchar Polski Para-ski – Bielsko-Biała/Szczyrk. Klasyfikacja końcowa P.O.P.S.: III miejsce – Jan Isielenis (II miejsce – strzelanie, III miejsce – slalom gigant)[16].
- 2012 – 2 czerwca Spadochronowe Mistrzostwa Śląska 2012 – Gliwice. Klasyfikacja indywidualna (celność lądowania – spadochrony klasyczne): II miejsce – Jan Isielenis[17].
- 2013 – 6–9 marca XVIII Puchar Polski Para-ski – Bielsko-Biała/Szczyrk. Klasyfikacja ogólna P.O.P.S.: X miejsce – Jan Isielenis (VI miejsce – strzelanie, V miejsce – slalom gigant, XXIII miejsce – pływanie).
- 2013 – 15 czerwca Spadochronowe Mistrzostwa Śląska 2013 – Gliwice. Klasyfikacja indywidualna (celność lądowania – spadochrony klasyczne): III miejsce – Jan Isielenis[18].
- 2014 – 31 maja Spadochronowe Mistrzostwa Śląska 2014 – Gliwice. Klasyfikacja indywidualna (celność lądowania – spadochrony klasyczne): VI miejsce – Jan Isielenis.
- 2015 – 4–7 marca XX Puchar Polski Para-Ski – Szczyrk/Bielsko-Biała. Klasyfikacja drużynowa: II miejsce – Jan Isielenis (Aeroklub Gliwicki), Paweł Rey (Kraków) i Rafał Zgierski (Kielce).
- 2015 – 27 września Spadochronowe Mistrzostwa Śląska 2015 – Gliwice. Klasyfikacja indywidualna (celność lądowania – spadochrony klasyczne): II miejsce – Jan Isielenis (116 cm)[19].
- 2016 – 11 czerwca Spadochronowe Mistrzostwa Śląska 2016 – Gliwice. Klasyfikacja indywidualna (celność lądowania – spadochrony klasyczne): I miejsce – Jan Isielenis (83 cm)[20].
- 2016 – 9 października Speed–Star – Zawody spadochronowe Antek – Gliwicka Gwiazda 2016 – Gliwice. Klasyfikacja zespołowa: II miejsce – Aeroklub Gliwice: Danuta Polewska, Ziemowit Nowak, Paweł Mostowski, Jan Isielenis, Rafał Duda i Robert Krawczak (kamera). Wynik – 69,03.
- 2017 – 28 października Międzynarodowe Zawody Speed-Star – Prostejov (Czechy). Klasyfikacja zespołowa: III miejsce – „Łowcy Szakali”: Jan Isielenis, Danuta Polewska, Leszek Tomanek, Rafał Duda, Grzegorz Polewski, Paweł Mostowski i Wojciech Kielar (kamera) (skok 1: 12,95 s, skok 2: 18,94 s, skok 3: 19,53 s,skok 4: 22,24 s, suma 73,66 s)[21].
- 2018 – 2 czerwca Spadochronowe Mistrzostwa Śląska 2018 – Gliwice. Klasyfikacja indywidualna (celność lądowania – spadochrony klasyczne): IV miejsce – Jan Isielenis (suma 1,05 m).
- 2018 – 29 września III Zawody Speed–Star – Zawody spadochronowe Antek – Gliwicka Gwiazda 2018. Klasyfikacja zespołowa: V miejsce – „Aeroklub Gliwice”: Jan Isielenis, Rafał Duda, Dariusz Nawacki, Anna Bieniek, Grzegorz Cichy i Wojciech Kielar (kamera).
- 2019 – 3 sierpnia Spadochronowe Mistrzostwa Śląska 2019 – Gliwice. Klasyfikacja indywidualna (celność lądowania – spadochrony klasyczne): II miejsce – Jan Isielenis (suma 57 cm).
- 2020 – 27–29 marca XXII Puchar Polski Para-ski i Trójbój Zimowy ZPS – Bielsko-Biała/Szczyrk. Klasyfikacja indywidualna Trójbój Zimowy spadochrony klasyczne: III miejsce – Jan Isielenis. Klasyfikacja drużynowa Trójbój Zimowy spadochrony klasyczne: II miejsce – Jan Isielenis, Robert Krawczak, Cezary Berent[22]. Klasyfikacja drużynowa „PARA-SKI” spadochrony klasyczne: II miejsce – Jan Isielenis, Robert Krawczak, Cezary Berent.

### Szybownictwo
Osiągnięcia sportowe w szybownictwie Jana Isielenica podano za: Szybowcowe rekordy Aeroklubu Gliwickiego.
- 1988 – 24 czerwca–7 lipca zajęcie XXI miejsca w XIX Szybowcowych Mistrzostwach Śląska Gliwice[23]
- 1991 – 8–16 czerwca zajęcie XVII miejsca w XX Szybowcowych Mistrzostwach Śląska Gliwice[24]
- 1991 – 23 lipca, SZD-36 Cobra 15 trasa docel-powrót Gliwice–Wrocław–Gliwice, prędkość po trasie: 313 km.
- 1991 – 23 lipca, SZD-36 Cobra 15 dcp 300 Gliwice–Wrocław–Gliwice, prędkość po trasie: 54,91 km/h
- 1991 – 2 września, SZD-32 Foka 5 trasa 100 Gliwice–Stara Kuźnia–Katowice–Gliwice, prędkość po trasie: 59,45 km/h.
- 1992 – 28 czerwca, SZD-41 Jantar Standard najdłuższy czas lotu: 8.42 h.
- 1994 – 24 lipca, SZD-36 Cobra 15 trasa 100 Gliwice–Stara Kuźnia–Katowice–Gliwice, prędkość po trasie: 101,5 km/h
- 1996 – 22 czerwca – 25 sierpnia zajęcie XI miejsca (klasa klub) w XXIII Mistrzostwach Śląska – Krajowe Zawody Szybowcowe Gliwice[25].
- 1998 – Klasyfikacja 10 najlepszych wyników szybowcowych w roku 1998. Konkurencje wysokościowe – wysokość przewyższenia: Jan Isielenis V miejsce – 5350 m, wysokość przewyższenia: Jan Isielenis V miejsce – 7450 m[26].

#### Zdobyte odznaki szybowcowe
Odznaki szybowcowe zdobyte przez Jan Isielenisa podano za: Tadeusz Lewicki, 60 lat Sekcji Szybowcowej Aeroklubu Gliwickiego 1955–2015, s. 193, 196, 197, 198, 200, 201.
Srebrna odznaka szybowcowa
| Nr odznaki | Czas    | Przewyższenie | Przelot | Data       |
| ---------- | ------- | ------------- | ------- | ---------- |
| 6236       | 7 h 52’ | 1200 m        | 67 km   | 07.07.1983 |

Złota odznaka szybowcowa
| Nr odznaki | Przewyższenie | Przelot | Data       |
| ---------- | ------------- | ------- | ---------- |
| 1628       | 5350 m        | 312 km  | 19.01.1998 |

Złota odznaka szybowcowa z 3 diamentami
| Nr odznaki AP/FAI | Przewyższenie | Przelot powyżej 500 km | Przelot po trasie zamkniętej 300 m | Data       |
| ----------------- | ------------- | ---------------------- | ---------------------------------- | ---------- |
| –/6447            | 5350 m        | 520,4 m                | 312 km                             | 19.01.1998 |

Diamenty za przelot docelowy/po trasie zamkniętej 300 km
| Nr rejestru | Długość przelotu | Data       |
| ----------- | ---------------- | ---------- |
| 2155        | 312 km           | 23.07.1991 |

Diamenty za przewyższenie 5000 m
| Nr rejestru | Przewyższenie | Data       |
| ----------- | ------------- | ---------- |
| 1022        | 5350 m        | 19.01.1998 |

Diamenty za przelot 500 km
| Nr rejestru | Długość przelotu | Data       |
| ----------- | ---------------- | ---------- |
| 770         | 520 km           | 28.06.1992 |

## Wyróżnienia
- 1969 – Tytuł wyróżniający i odznaka Wzorowy Żołnierz stopnia II[q].
- 1978 – Odznaka XXV-lecia Oddziału PTTK w Gliwicach za zasługi dla rozwoju krajoznawstwa i turystyki na Ziemi Gliwickiej[r].
- 1984 – Srebrna Odznaka „Zasłużony Działacz LOK”[s].
- 1987 – Srebrna Odznaka „Za Zasługi dla rozwoju województwa katowickiego”[t].
- 1989 – Srebrna Odznaka honorowa „Zasłużony dla Budownictwa i Przemysłu Materiałów Budowlanych”[u].
- 1994 – Srebrna Odznaka „Za Zasługi dla Aeroklubu Polskiego”[v].
- 1998 – 7 lutego nagroda Urzędu Miejskiego w Gliwicach za wybitne osiągnięcia w roku 1997[7][5].
- 1998 – Tytuł i Odznaka „Zasłużony Działacz Lotnictwa Sportowego”[w].
- 2003 – Medal 50-lecia Polskiego Związku Inżynierów i Techników Budownictwa Oddziału w Gliwicach[x].
- 2005 – „Złota Odznaka Honorowa” za wybitne zasługi dla polskiego spadochroniarstwa i Związku Polskich Spadochroniarzy, Zarząd Główny ZPS[y].
- 2005 – Medal Pamiątkowy XV-lecia Związku Polskich Spadochroniarzy w RFN[z].
- 2006 – 30 czerwca Nagroda Prezydenta miasta Gliwice w kategorii trenerów za osiągnięcia sportowe w 2005[5][27].
- 2009 – „Złota Odznaka Honorowa PZIiTB”[aa].
- 2010 – uchwałą rady miasta, prezydent Gliwic Zygmunt Frankiewicz przyznał nagrodę za wyniki sportowe osiągnięte w 2009 roku[28].
- 2010 – na wniosek Związku Polskich Spadochroniarzy VII Oddział Katowice, Medal „Za Zasługi dla ZPS” przez Związek Polskich Spadochroniarzy.
- 2012 – Nagroda Prezydenta Miasta Gliwice Zygmunta Frankiewicza za wysokie wyniki sportowe uzyskane w 2011.
- 2013 – Brązowy Medal „Za zasługi dla obronności kraju”[ab].
- 2013 – Dyplom Prezydenta Miasta Gliwice Zygmunta Frankiewicza w podziękowaniu za pasję i wysiłek włożony w dążeniu do mistrzostwa oraz za wyniki sportowe osiągnięte w 2012.
- 2014 – Srebrny Krzyż Zasługi – odznaczony przez Prezydenta Rzeczypospolitej Polskiej[29].
- 2019 – 12 października Złoty Medal „Za Zasługi dla ZPS”[30].
- 2024 – 2 marca, Wyróżnienie Honorowe DEDALA nr 33 przyznane przez Klub Seniorów Lotnictwa za wybitne zasługi w kształceniu i wychowywaniu skoczków spadochronowych... Wręczenie nastąpiło podczas odbywającego się Seminarium Sędziów Spadochronowych  Aeroklubu Polskiego w Krakowie, przez Prezesa KSL Leszka Mańkowskiego[31].

## Galeria

Jan Isielenis
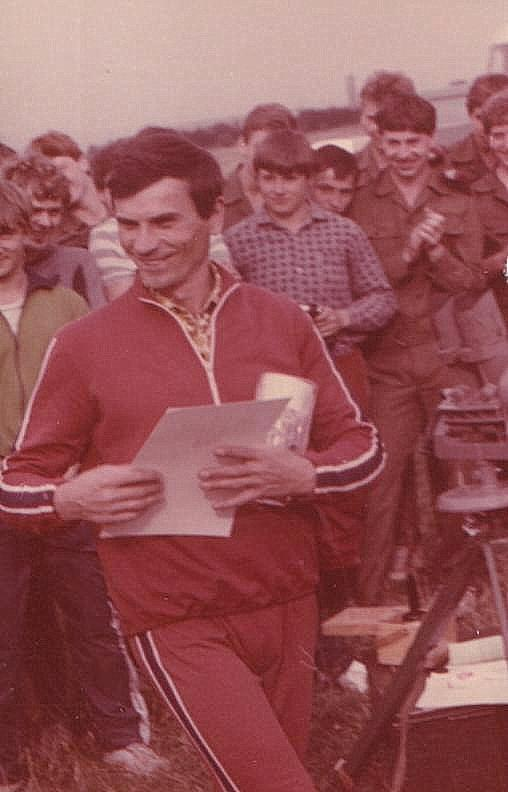
Po wykonaniu 1000. skoku ze spadochronem (lipiec 1985)
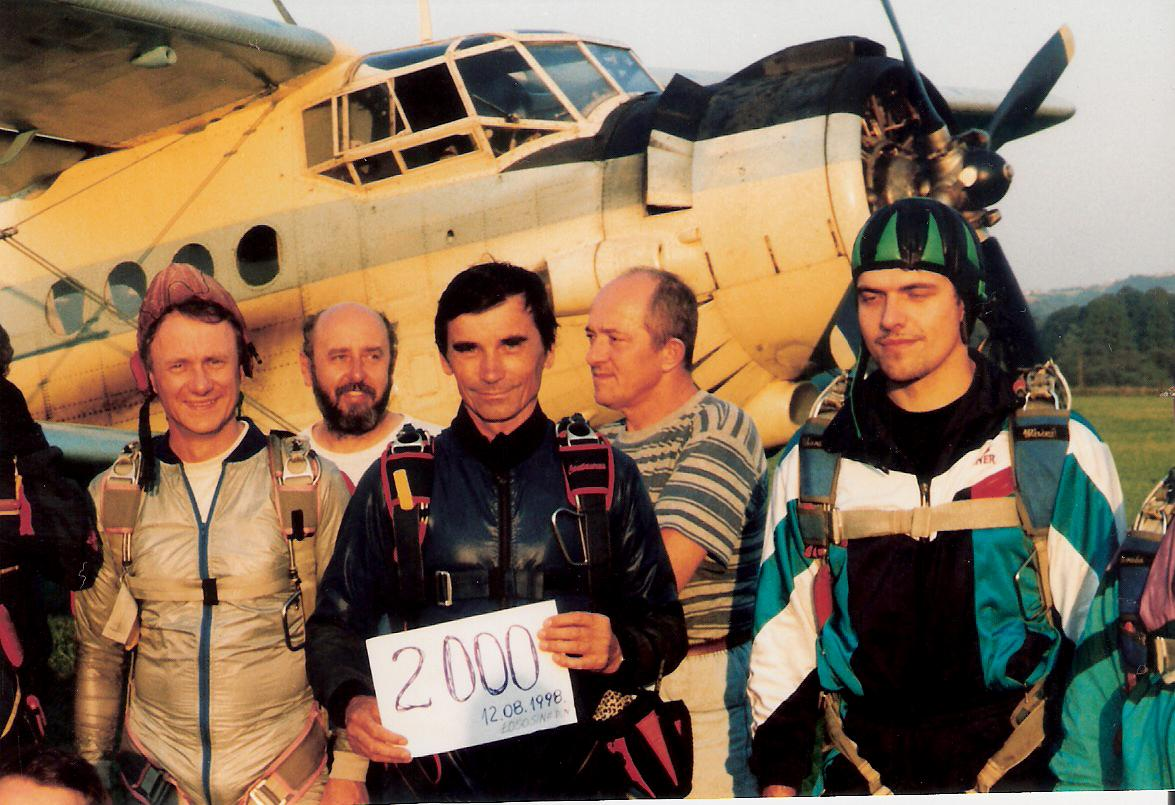
Przed wykonaniem 2000. skoku ze spadochronem (sierpień 1998)
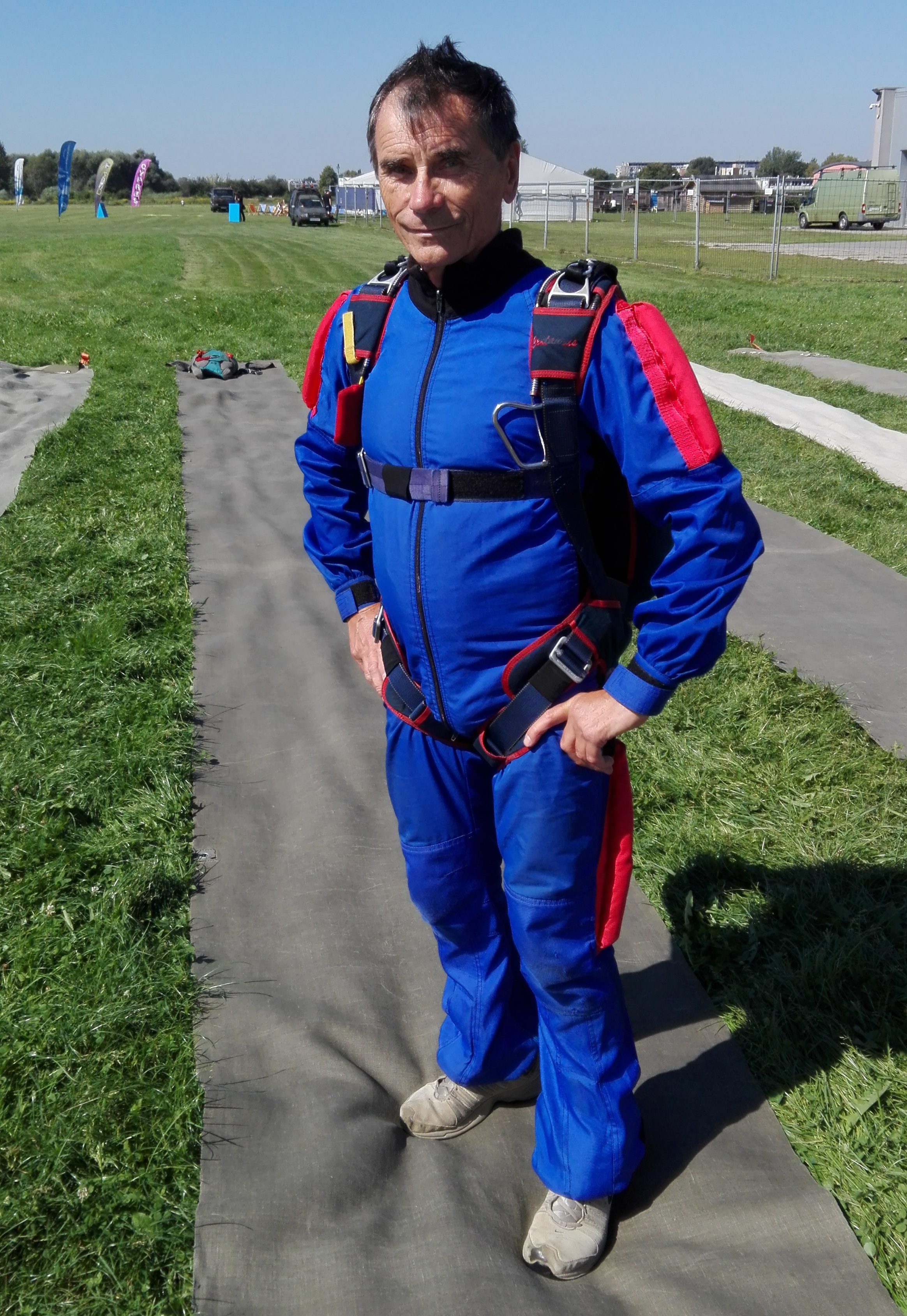
Na starce spadochronowym (sierpień 2016)
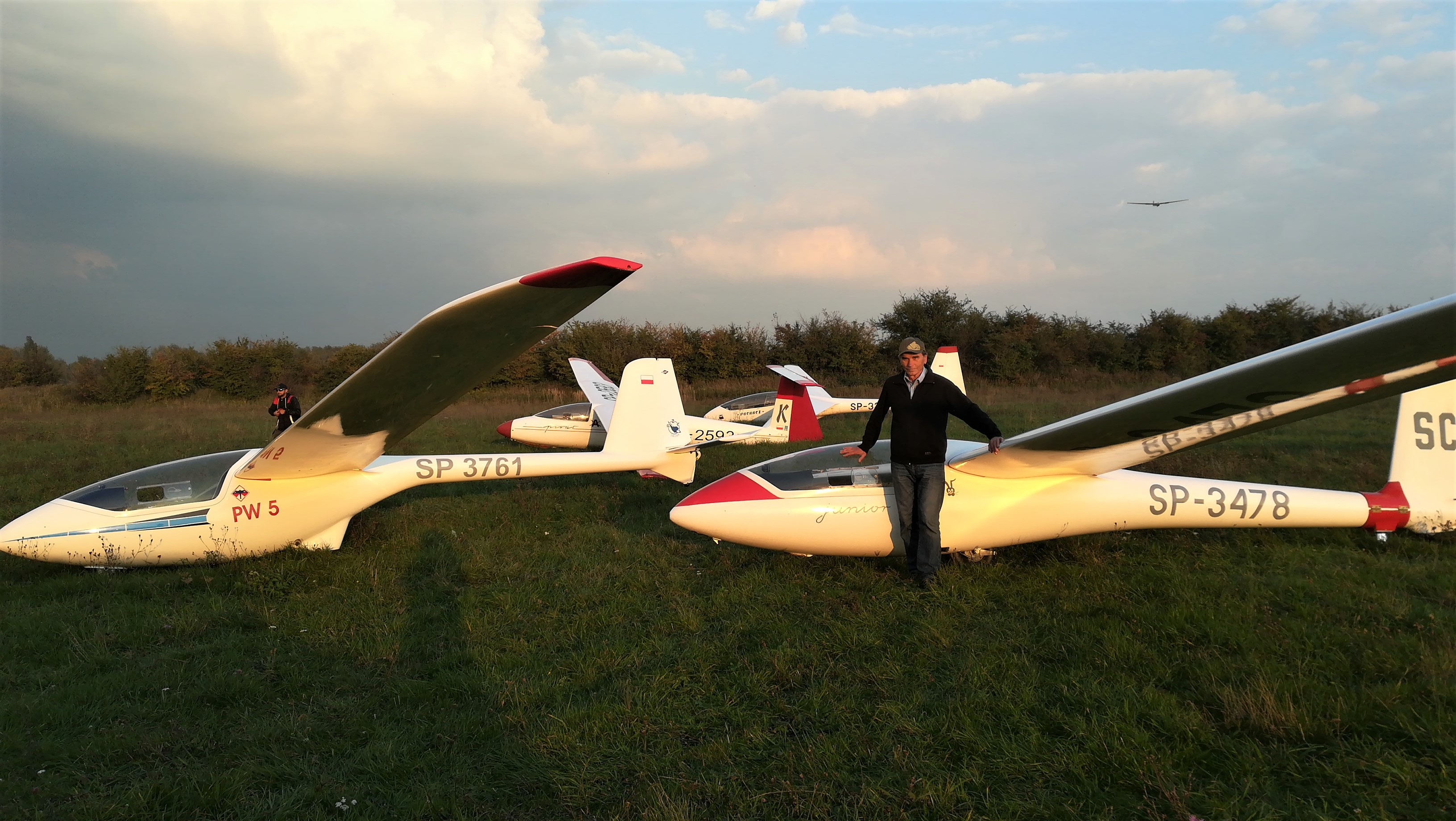
Po lotach szybowcowych (wrzesień 2017)